# اوشچیسوووو (استان ماسوویان)
اوشچیسوووو (به لهستانی:  Ościsłowo) یک روستا در لهستان است که در گمینا گلینویتسک واقع شده‌است.